# Augastes
Augastes es un género de aves apodiformes de la familia Trochilidae (los colibríes) que agrupa apenas a dos especies endémicas del Brasil centro oriental.

## Etimología
El nombre genérico masculino «Augastes» proviene de la palabra del griego «augastēs» que significa ‘luminoso’, ‘radiante’.

## Características
Los dos colibríes de este género son espectaculares, de tamaño relativamente pequeño, midiendo 8 a 9 cm de longitud. De color predominante verde bronceado, ambos con un babero y antecara de color verde resplandeciente y antifaz oscuro; lumachella exhibe una corbatita roja en el pecho sobre un semicollar blanco y la cola rojo-purpúreo; el macho de scutatus tiene el pecho y garganta de color azul profundo y un collar blanco en la parte superior del pecho. Habitan en regiones pedregosas de montañas bajas con vegetación arbustiva xerófila.

## Especies
Según las clasificaciones del Congreso Ornitológico Internacional (IOC) y Clements Checklist, el género agrupa a las siguientes especies con el respectivo nombre popular de acuerdo con la Sociedad Española de Ornitología (SEO):
| Imagen | Nombre científico   | Autor            | Nombre común        | Estado de conservación | Distribución |
| ------ | ------------------- | ---------------- | ------------------- | ---------------------- | ------------ |
|        | Augastes scutatus   | (Temminck), 1824 | colibrí colaceleste | LC                     |              |
|        | Augastes lumachella | (Lesson), 1838   | colibrí lumaquela   | NT                     |              |